# Jアイス・セントラル・ディビジョン
Jアイス・セントラル・ディビジョン(J ice central division)は2013年から始まった日本アイスホッケー連盟主催、アジアリーグアイスホッケージャパンオフィスが共催して開催されている社会人アイスホッケーリーグ。

## 概要
先行実施していた北海道を中心とするJアイス・ノース・リーグ及び西日本のJアイス・ウエスト・リーグ（2005年発足）、Jアイス・サウス・リーグ（2011年発足）、東日本のJアイス・イースト・リーグ（2012年発足）に続き、2013年に東北エリアを中心とするJアイス・ノースイースト・ディビジョンと中日本エリアを中心とするJアイス・セントラル・ディビジョンが発足した。位置付けとしてはアジアリーグ下部リーグに相当する。
中部地区では2009年より長野県アイスホッケー連盟主催により中部地区クラブチャンピオンズリーグという独自の地域リーグ戦を行っていたが、2013年にJアイス・セントラルに組み替えられ、Jアイスの仲間入りを果たした。2013-2014シーズンに長野、新潟、富山、石川、静岡の各県選抜チームの計5チームでリーグ戦を開始。2014-2015シーズンから愛知県選抜がJアイス・ウエストからJアイス・セントラルに編入し計6チームでのリーグが始まった。

現時点では社会人チームでの参加はなく、各県選抜チームのリーグ形態となっている。
- 1試合総当たりのリーグ戦で試合方式は20分ｘ3ピリオドの60分。決着がつかない場合は5分間の4vs4のサドンビクトリー方式のオーバータイムを行い、それでも決着がつかない時はゲームウイニングショットで勝負を付ける。
- 順位は勝ち点により順位を決定する。
- 勝ち点は、勝利は3点、オーバータイムおよびゲームウイニングショットでの勝利は2点、オーバータイムおよびゲームウイニングショットでの敗戦は1点、敗戦は0点となる。
- 勝ち点が並んだ場合は得失点差、チームの総得点の順で順位を決める。

2014-2015シーズンより優勝チームはJアイス各ブロック優勝チームが出場しJアイス・リーグ日本一を争うJアイス・プレーオフに進出する。
2015-2016シーズンは日本アイスホッケー連盟による日本スポーツ振興センター（JSC）の助成金不正受給問題の発覚によってJアイス事業全ての中止か決定し、セントラルディビジョンも中止が決まった（ただしノースやウエストなど助成金に頼らず自力開催が出来る地区は例年通り開催された）。
2016Jアイス・プレーオフに関してはセントラルからは長野県選抜が出場した。
2016-2017シーズンより試合方式が15分ｘ3ピリオドの45分に短縮。開催日も一昨年までの中部地区の複数の会場を回り日数を要して消化するリーグ戦から二日間で全日程を消化する短期大会方式に変わった。

## 結果
| シーズン               | 優勝       | 準優勝     | 3位        | 4位        | 5位            | 6位        |
| ---------------------- | ---------- | ---------- | ---------- | ---------- | -------------- | ---------- |
| 2013-14（11/16～1/13） | 長野県選抜 | 石川県選抜 | 富山県選抜 | 新潟県選抜 | 静岡県選抜     | なし       |
| 2014-15（11/15～1/12） | 長野県選抜 | 愛知県選抜 | 新潟県選抜 | 石川県選抜 | 富山ペンギンス | 静岡県選抜 |
| 2015-16（開催中止）    |            |            |            |            |                |            |
| 2016-17（11/26、27）   | 愛知県選抜 | 長野県選抜 | 新潟県選抜 | 富山県選抜 | 静岡県選抜     | なし       |
| 2017-18（11/25、26）   | 愛知県選抜 | 長野県選抜 | 福井県選抜 | 新潟県選抜 | なし           | なし       |
| 2018-19（11/23、24）   | 愛知県選抜 | 福井県選抜 | 長野県選抜 | 新潟県選抜 | 石川県選抜     | なし       |

## 試合会場
- 長野 - 軽井沢風越公園アイスアリーナ、やまびこスケートの森アイスアリーナ、ビッグハット（長野市若里多目的スポーツアリーナ）
- 新潟 - リージョンプラザ上越
- 愛知 - 邦和スポーツランド、アクアリーナ豊橋